# 2023年上海大师赛
2023年上海劳力士大师赛，即第12届上海大师赛，是2023年ATP巡回赛之一，于10月4日-15日在中国上海市举行。上海大师赛在2023年升级为单打96签的双周超级大师赛。比赛地点位于上海旗忠森林体育城网球中心的室外硬地球场。因2019冠状病毒病疫情，这是2019年后上海大师赛再度举办。
胡贝特·胡尔卡奇在决赛中击败了安德烈·鲁布廖夫获得单打冠军，这是他的第二个ATP1000大师赛冠军，也是他本赛季第2个冠军和职业生涯第7个冠军。马塞尔·格拉诺勒斯和奥拉西奥·塞瓦略斯获得双打冠军，这是他们一起获得的第5个大师赛冠军，以及今年的首个巡回赛冠军。

## 决赛情况
| 项目 | 冠军                                | 亚军                    | 比分                |
| ---- | ----------------------------------- | ----------------------- | ------------------- |
| 单打 | 胡贝特·胡尔卡奇                     | 安德烈·魯布列夫         | 6–3, 3–6, 7–6(10–8) |
| 双打 | 马塞尔·格拉诺勒斯 奥拉西奥·塞瓦略斯 | 罗翰·波柏纳 马修·伊布登 | 5–7, 6–2, [10–7]    |